# Denise Beaudoin
Pour les articles homonymes, voir Beaudoin.
Denise Beaudoin, née le 24 février 1949 à Lachute, est une avocate et femme politique québécoise. Elle est députée péquiste à l'Assemblée nationale du Québec de 2003 à 2007, puis de 2008 à 2014, représentant la circonscription de Mirabel. 

## Biographie
Née à Lachute le 24 février 1949, Denise Beaudoin est la fille de Jacques E. Beaudoin, notaire, et de Solange Roy.

### Jeunesse et formation
Elle complète un baccalauréat ès arts de l'Université de Montréal en 1969 et obtient une licence en droit de l'Université d'Ottawa en 1975. Elle est admise au Barreau du Québec en 1976.
Elle entame sa carrière en tant qu'avocate au cabinet Beaudoin & Associés de 1977 à 1994 et de 2000 à 2003. Elle est conseillère juridique de 1979 à 1986 et corédactrice, en 1985, de l'entente de rétrocession des expropriés de Mirabel. 
Elle est cofondatrice de plusieurs organisations dont le Club Lions de Mirabel en 2003, le regroupement Centre-ville Lachute, l'exécutif de la garderie des Bons Amis à Lachute en 1979 et collaboratrice au Carrefour des femmes de Lachute et à la maison d'hébergement pour femmes en difficulté La Citad'elle de Lachute.
De 2003 à 2007, elle est membre de la Chambre de commerce et d'industrie de Mirabel et de la Chambre de Commerce du Lac des Deux-Montagnes. Elle est également cofondatrice de la Société d'histoire de Mirabel en 2008.

### Carrière politique
De 1994 à 2000, Denise Beaudoin est adjointe et conseillère juridique du Bloc québécois. Elle est conseillère du service juridique du Parti québécois d'Argenteuil de sa fondation jusqu'en 2003. Elle se présente en tant que candidate de ce parti dans Argenteuil en 1998, mais elle n'est pas élue. 
Elle est élue députée de la circonscription de Mirabel à l'Assemblée nationale du Québec lors des élections générales québécoises de 2003 sous la bannière du Parti québécois. Défaite en 2007, elle est réélue en 2008 et 2012.
Elle est porte-parole de l'opposition officielle en matière de lois professionnelles, du 9 janvier 2009 au 1er août 2012. Lors de la 40e législature du Québec, elle est la vice-présidente de la commission des transports et de l'environnement à l'Assemblée nationale du Québec. Elle est défaite lors des élections générales québécoises de 2014 par la candidate caquiste Sylvie D'Amours. Elle se représente en 2018, mais elle n'est pas élue. 

## Résultats électoraux
|                                                                                               | Nom                        | Parti                | Nombre de voix | %      | Maj.   |
| --------------------------------------------------------------------------------------------- | -------------------------- | -------------------- | -------------- | ------ | ------ |
|                                                                                               | Sylvie D'Amours (sortante) | Coalition avenir     | 21 602         | 54,6 % | 14 440 |
|                                                                                               | Denise Beaudoin            | Parti québécois      | 7 162          | 18,1 % | -      |
|                                                                                               | Marjolaine Goudreau        | Québec solidaire     | 5 916          | 15 %   | -      |
|                                                                                               | Camille Arsenault Brideau  | Libéral              | 3 526          | 8,9 %  | -      |
|                                                                                               | Émilie Paiement            | Vert                 | 688            | 1,7 %  | -      |
|                                                                                               | Désiré Mounanga            | Conservateur         | 296            | 0,7 %  | -      |
|                                                                                               | Vincent Laurin             | Bloc pot             | 231            | 0,6 %  | -      |
|                                                                                               | Patricia Vaca              | Changement Intégrité | 122            | 0,3 %  | -      |
| Total                                                                                         | Total                      | Total                | 39 543         | 100 %  |        |
| Le taux de participation lors de l'élection était de 70,7 % et 680 bulletins ont été rejetés. |                            |                      |                |        |        |

## Honneurs
- 2005 : Médaille de l'Assemblée nationale[4]